# George Sbârcea
George Sbârcea (n. 23 martie 1914, Toplița, Comitatul Mureș-Turda, Austro-Ungaria – d. 27 iulie 2005, București, România) a fost un compozitor, muzician și muzicolog român, jurist neprofesant, jurnalist, funcționar public, editor de carte, scriitor și traducător, promotor al tango-ului clasic argentinian, foarte cunoscut și apreciat în Bucureștiul anilor 1930 și 1940, precum și în România interbelică. A folosit și pseudonimul Claude Romano, în perioada sa de compozitor și de lider de orchestră itinerantă.
În perioada „României dodoloațe” (interbelică) a fost extrem de cunoscut și prețuit. Printre cele mai cunoscute melodii ale sale se numără și cântecele de muzică ușoară „Ionel, Ionelule”, „De ce ai plecat?”, „Dar-ar naiba-n tine, dragoste”, „Inimioară, inimioară” și multe tangouri, așa cum este „Un tango de adio”.

## Biografie și activitate componistică
George Sbârcea s-a născut la Toplița Română (astăzi orașul Toplița), la 23 martie 1914, ca fiu al medicului și, ulterior, colonelului în rezervă al Armatei Române, Constantin Sbârcea. A rămas orfan de tată în 1923, la numai 9 ani, având o soră și alți doi frați.
Studiile elementare le-a făcut la Toplița, iar cele gimnaziale și liceale la Reghin. A studiat dreptul la Cluj. Nefiind deloc atras de domeniul juridic, dar fiind extrem de talentat la a interpreta și compune muzică, fire rebel-romantică, George Sbârcea și-a creat propria sa orchestră cu care a cântat în diverse localuri din orașe din Transilvania, printre care se pot aminti Cluj, Satu Mare, Sibiu și Timișoara. Familia a fost total contra „activității muzicale itinerante” a lui George.
„A fost picătura care a umplut paharul. Mama, dar și familia sa nu agreau ideea ca un tânăr de perspectivă, cu studii juridice finalizate, să fie «muzicant» care cântă în localuri. Pe deasupra era și nepot de Patriarh, Miron Cristea. ”

### Carieră muzicală
George Sbârcea a devenit și mai cunoscut în Bucureștiul interbelic odată cu lansarea melodiei „Ionel, Ionelule”, în 1937. Primele interprete ale melodiei au fost Lulu Nicolau și Lizette Verea, un duet de succes în acele timpuri. Melodia a fost preluată de cântăreți din Germania, Franța și țările scandinave.Tot în calitate de compozitor, sub pseudonimul Claude Romano, a fost un fervent promotor al tangoului în stil clasic argentinian. Astfel, în prima sa tinerețe (anii '30 ai secolului XX), a compus tangouri de mare succes (preluate ulterior și de repertoriul internațional) precum ,,Anișoara''(1934), ,,Studentina''(1931), ,,Nenita'' (declarat la Paris ,,cel mai frumos tango al anului 1933''), ,,Un tango de adio'', ,,S-a rupt o coardă la vioară'' și altele. Cel puțin primele 2 tangouri menționate au fost cântate de către exponentul nr.1 al tangoului românesc interbelic (Cristian Vasile) și de către cel considerat ca fiind cel mai bun interpret de limbă rusă al tangoului, Petre Leșcenco (Pjotr Leshcenko), cetățean român de origine rusă (basarabean), foarte prețuit în România interbelică (țara sa adoptivă) și printre co-etnicii săi din Rusia natală.    
În anii '60, tangouri compuse de George Sbârcea (alias Claude Romano) au fost reinterpretate de Jean Păunescu (cu vocea sa caldă, specială), Elena Constantinescu, Cornel Constantiniu.

## Decorații
În 1968, la Paris, generalul Charles de Gaulle (președintele Republicii Franceze) îl decorează cu Legiunea de Onoare, cea mai înaltă distincție a Franței. În 1942, primise deja titlul de Comandor al Ordinului Leul Finlandei, fiind singurul român care a fost distins cu acest titlu.

## Premii
A fost distins cu Premiul Ciprian Porumbescu al Academiei Române

## Publicații
- Muza veselă, culegere de anectode muzicale, Editura muzicală a Uniunii compozitorilor, București, 1963,[11] 1969
- Dimitrie Popovici – Bayreuth: „Cîntărețul pribeag”, 1860-1927, Editura Muzicală, București, 1965
- Jazzul, o poveste cu negri, Editura muzicală a Uniunii compozitorilor, București, 1974
- Primii pași spre glorie, - "povestea vietii sau, mai curand, a copilariei catorva mari muzicieni de pretutindeni" - Ed. Ion Creanga, Bucharest, 1975
- O stradă cu cântec sau povestea musicalului, Editura muzicală, București, 1979
- Veșnic tânărul George Enescu, Editura muzicală, București, 1981 [12]
- Povestea vieții lui George Enescu, Editura Ion Creangă, 1982 [13]
- Viața și cântecele lui Gică Petrescu, Editura  Viitorul  Românesc, 1993 [14]